# 시나닷컴
시나닷컴(Sina.com, 중국어: 新浪)은 중국의 포털 사이트 가운데 하나이며 1998년 11월 30일 설립되었다. 2009년 8월부터는 중국 최대 마이크로 블로그 사이트인 시나 웨이보를 서비스한다.
그리고 경쟁 포털 사이트는 텐센트, 소후, 넷이스(NetEase, 163.com) 등이 있다.

## 서비스
- MySinaBlog 시나 웹지
- 시나 클라우드(Sina App Engine, 약칭 SAE)
- 시나 블로그
- 시나 웨이보
- 시나 메일